# Jeziora Japonii
Lista jezior Japonii o powierzchni powyżej 10 km², uszeregowanych według wielkości powierzchni.
| Lp. | Nazwa        | Region   | Prefektura       | Miasta                                                                                        | Rodzaj wody     | Powierzchnia (km²) | Max głębokość (m) | Wysokość n.p.m. (m) | Pojemność (km³) |
| --- | ------------ | -------- | ---------------- | --------------------------------------------------------------------------------------------- | --------------- | ------------------ | ----------------- | ------------------- | --------------- |
| 1   | Biwa         | Kinki    | Shiga            | Ōtsu, Kusatsu, Higashi-Ōmi, Hikone, Nagahama, Moriyama, Ōmihachiman, Takashima, Yasu, Maibara | słodka          | 669,26             | 103,8             | 85                  | 27,5            |
| 2   | Kasumigaura  | Kantō    | Ibaraki          | Tsuchiura, Ishioka, Omitama, Inashiki, Ami, Kasumigaura, Namegata, Itako, Miho                | słodka          | 168,11             | 7,10              | 0                   | 0,85            |
| 3   | Saroma       | Hokkaido | Ohōtsuku         | Kitami, Saroma, Yūbetsu                                                                       | wody brachiczne | 151,63             | 19,6              | 0                   | 1,3             |
| 4   | Inawashiro   | Tōhoku   | Fukushima        | Koriyama, Aizuwakamatsu, Inawashiro                                                           | słodka          | 103,24             | 17,1              | 514                 | 5,4             |
| 5   | Nakaumi      | San’in   | Shimane, Tottori | Matsue, Yonago, Yasugi, Sakaiminato                                                           | wody brachiczne | 85,74              | 17,1              | 0                   | 0,47            |
| 6   | Kussharo     | Hokkaido | Kushiro          | Teshikaga                                                                                     | słodka          | 79,54              | 117,5             | 121                 | 22,5            |
| 7   | Shinji       | San’in   | Shimane          | Matsue, Izumo                                                                                 | wody brachiczne | 79,24              | 6,0               | 0                   | 0,34            |
| 8   | Shikotsu     | Hokkaido | Ishikari         | Chitose                                                                                       | słodka          | 78,48              | 360,1             | 247                 | 20,9            |
| 9   | Tōya         | Hokkaido | Iburi            | Tōyako, Sōbetsu                                                                               | słodka          | 70,72              | 179,9             | 84                  | 8,1             |
| 10  | Hamana       | Tōkai    | Shizuoka         | Hamamatsu, Kosai                                                                              | wody brachiczne | 64,91              | 13,1              | 0                   | 0,35            |
| 11  | Ogawara      | Tōhoku   | Aomori           | Misawa, Tōhoku, Rokkasho                                                                      | wody brachiczne | 61,98              | 24,4              | 0                   | 0,714           |
| 12  | Towada       | Tōhoku   | Aomori, Akita    | Towada, Kosaka                                                                                | słodka          | 61,10              | 326,8             | 400                 | 4,19            |
| 13  | Notoro       | Hokkaido | Ohōtsuku         | Abashiri                                                                                      | wody brachiczne | 58,20              | 23,1              | 0                   |                 |
| 14  | Fūren        | Hokkaido | Nemuro           | Nemuro, Betsukai                                                                              | wody brachiczne | 57,5               | 13.0              | 0                   |                 |
| 15  | Kitaura      | Kantō    | Ibaraki          | Kashima, Hokota, Namegata, Itako                                                              | słodka          | 35,04              | 7,0               | 0                   |                 |
| 16  | Akkeshi      | Hokkaido | Kushiro          | Akkeshi                                                                                       | słodka          | 32,31              | 11,0              | 0                   |                 |
| 17  | Abashiri     | Hokkaido | Ohōtsuku         | Abashiri, Ōzora                                                                               | wody brachiczne | 32,28              | 16,1              | 0                   |                 |
| 18  | Hachirō-gata | Tōhoku   | Akita            | Katagami, Oga, Gojōme, Ikawa, Ōgata                                                           | słodka          | 27,75              | 12,0              | 0                   |                 |
| 19  | Tazawa       | Tōhoku   | Akita            | Semboku                                                                                       | słodka          | 25,75              | 423,4             | 249                 | 7,2             |
| 20  | Mashū        | Hokkaido | Kushiro          | Teshikaga                                                                                     | słodka          | 19,22              | 211,4             | 351                 |                 |
| 21  | Jūsan        | Tōhoku   | Aomori           | Goshogawara, Tsugaru, Nakadomari                                                              | wody brachiczne | 17,81              | 1,5               | 0                   |                 |
| 22  | Kutcharo     | Hokkaido | Sōya             | Hamatonbetsu                                                                                  | słodka          | 13,40              | 3,3               | 0                   |                 |
| 23  | Akan         | Hokkaido | Kushiro          | Kushiro                                                                                       | słodka          | 13,25              | 44,8              | 420                 | 0,249           |
| 24  | Suwa         | Chūbu    | Nagano           | Okaya, Suwa, Shimosuwa                                                                        | słodka          | 12,81              | 7,6               | 759                 | 0,063           |
| 25  | Chūzenji     | Kantō    | Tochigi          | Nikkō                                                                                         | słodka          | 11,90              | 163,0             | 1269                |                 |
| 26  | Ikeda        | Kiusiu   | Kagoshima        | Ibusuki                                                                                       | słodka          | 10,91              | 233,0             | 66                  |                 |
| 27  | Hibara       | Tōhoku   | Fukushima        | Kitashiobara                                                                                  | słodka          | 10,86              | 30,5              | 822                 |                 |